# Tetracarpaeaceae
Tetracarpaea là một chi thực vật hạt kín trong họ Tetracarpaeaceae. Một vài nhà phân loại học đặt nó trong họ Haloragaceae nghĩa rộng (sensu lato), bằng cách mở rộng họ này ra từ định nghĩa truyền thống để bao gồm cả Penthorum và Tetracarpaea và đôi khi cả chi Aphanopetalum.
Tetracarpaea chỉ có 1 loài với danh pháp Tetracarpaea tasmannica, một loài cây bụi thường xanh sinh sống trong khu vực cận núi cao tại đảo Tasmania, Australia. Nó có chiều cao thay đổi từ 1,5 tới 10 dm. Lá nhỏ và bóng, với các gân lá rõ nét, và tại đầu các cành là những bông hoa nhỏ màu trắng. Người ta không gieo trồng nó, nhưng đã từng được trồng bằng các cành giâm.
Tetracarpaea có các đặc trưng pha tạp kỳ quặc, và trong thế kỷ 19 cũng như thế kỷ 20 thì phân loại của nó vẫn chưa rõ ràng. Nó được các tác giả khác nhau phân loại trong các họ khác nhau, thường với sự không chắc chắn đáng kể. Phân tích phát sinh chủng loài phân tử của trình tự DNA đã chỉ ra rằng Tetracarpaea là thành viên của liên minh Haloragaceae, một nhóm bao gồm các họ Aphanopetalaceae, Tetracarpaeaceae, Penthoraceae, Haloragaceae. Chúng là 4 họ trong số 14 hay 15 họ của bộ Saxifragales.

## Miêu tả
Miêu tả sau đây dựa trên thông tin từ vài nguồn khác nhau.
Tetracarpaea tasmannica là loài cây bụi nhẵn nhụi, thường xanh, mọc thẳng. Nó có chiều cao chủ yếu trong khoảng từ 1,5 tới 6 dm, nhưng đôi khi cao tới 1 m và bề rộng tới 7 dm.
Lá hình elíp tới mác ngược, dài khoảng 25 mm và rộng 8 mm, trên cuống lá dài khoảng 2 mm. Các gân lá rõ nét và kết thúc gần mép lá. Mép lá khía răng cưa hay có răng cưa thuôn tròn. Trên cả hai mặt lá thì biểu bì được che phủ bởi một lớp cutin dày. Cụm hoa dày dặc, mọc thẳng, là dạng chùm hoa ở đầu cành, dài tới 5 cm. Hoa xuất hiện trong mùa thu, thuộc loại lưỡng tính, đối xứng tỏa tia, rộng 5 tới 10 mm. Bốn lá đài bền cho tới khi quả chín. Bốn cánh hoa màu trắng và có hình thìa. Nhị hoa hoặc là 4 hoặc là 8. Nếu là 4 thì chúng mọc đối (dọc theo cùng một bán kính như) lá đài. Bao phấn đính gốc. Bầu nhụy thượng và bao gồm 4 lá noãn tương đối lớn khi so với phần còn lại của hoa. Các lá noãn thường tách biệt, nhưng đôi khi 2 hay 3 lá noãn hợp sinh tại gốc, hoặc hiếm khi là xa tới nửa đoạn phía trên. Chúng thẳng và có cuống với đường ráp nối dọc theo mặt bụng. Thực giá noãn chạy dọc theo mỗi bên của đường ráp nối và mang 1 tới 3 hàng chứa vô số noãn nhỏ. Noãn được miêu tả là có 1 lớp vỏ bọc hay 2 lớp. Bầu nhụy hầu như không lớn sau khi nở hoa. Quả bao gồm 4 quả đại hợp lại tại gốc. Hạt nhiều và dài khoảng 0,5 mm.

## Quan hệ
Chi này do William Jackson Hooker đặt tên năm 1840, tên gọi Tetracarpaea là để chỉ 4 lá noãn dễ thấy và tách biệt. Vào thời gian đó, ông đã viết:
This beautiful little shrub is altogether new to me: but much as it differs in certain characters, both of the foliage and fructification, from the Order Cunoniaceae, I think it may safely be referred to it. The 4 carpels, which have suggested the Generic name, are perfectly free even in the earliest state of the ovary.
Cây bụi nhỏ xinh xắn này là hoàn toàn mới đối với tôi: mặc dù khác biệt ở một vài đặc trưng nhất định, cả tán lá lẫn kiểu tạo quả, so với bộ Cunoniaceae, nhưng tôi nghĩ rằng có thể an toàn khi quy nó vào bộ này. 4 lá noãn, cái đã gợi ý về tên gọi chung, là hoàn toàn tự do ngay từ giai đoạn sớm nhất của bầu nhụy.— William Jackson Hooker

Hooker đã không sử dụng hệ thống hậu tố hiện đại cho các bậc phân loại. Ông đặt Tetracarpaea vào cái mà sau này được gọi là họ Cunoniaceae. Từ thời gian đó, cho tới cuối thế kỷ 20, phần lớn các tác giả đặt nó trong một trong các họ sau: Cunoniaceae, Escalloniaceae hay Saxifragaceae. Người ta đã từng tin rằng ba họ này có quan hệ họ hàng gần, nhưng ngày nay chúng được đặt trong các bộ khác nhau (tương ứng là Oxalidales, Escalloniales và Saxifragales).
Hiện nay người ta biết rằng họ Cunoniaceae thuộc bộ Oxalidales. Họ Escalloniaceae thậm chí còn xa hơn trong quan hệ với Tetracarpaea, do nó là thành viên của nhóm asterids gọi là campanulids. Trong hệ thống APG III, nó được gán vào bộ đơn họ là Escalloniales. Phân tích phát sinh chủng loài sử dụng DNA đã đặt Tetracarpaea vào bộ Saxifragales, và trong nhóm "core Saxifragales", nhưng không gần với Saxifragaceae. Họ Saxifragaceae hiện nay được định nghĩa hẹp hơn nhiều so với định nghĩa cho tới năm 2001.

## Lịch sử
Sau khi William Jackson Hooker đặt tên gọi Tetracarpaea và xếp nó trong Cunoniaceae, ông cũng được George Bentham tuân theo bằng cách đặt nó trong cùng một họ. Bentham đã sai lầm khi ghi công tên gọi này cho "Hook.f." (Joseph Dalton Hooker), một sai lầm còn tiếp diễn cho tới nay. Năm 1865, George Bentham và Joseph Dalton Hooker đã di chuyển Tetracarpaea từ họ Cunoniaceae sang họ Escalloniaceae.
Adolf Engler đặt Tetracarpaea trong họ Saxifragaceae, nhưng định nghĩa họ này quá rộng tới mức nó bao gồm cả cái ngày nay là họ Escalloniaceae như một phân họ trong đó. Engler đầu tiên đặt Tetracarpaea trong phân họ Escallonioideae, nhưng sau đó chuyển nó sang phân họ của chính mình.
Năm 1943, Takenoshin Nakai đặt Tetracarpaea trong họ của chính nó và đó là lần đầu tiên sử dụng thuật ngữ "Tetracarpaeaceae". John Hutchinson đã không tuân theo đề xuất này mà đặt nó trong họ Escalloniaceae .
Arthur Cronquist đặt Tetracarpaea trong họ Grossulariaceae. Họ này hiện tại được hiểu như là chỉ chứa 1 chi Ribes và là nhóm có quan hệ chị em với họ Saxifragaceae. Armen Takhtadjan vào các thời điểm khác nhau đã đặt Tetracarpaea vào họ Escalloniaceae và trong họ Tetracarpaeaceae. Gần đây hơn, năm 2009, ông đặt nó trong họ Tetracarpaeaceae.
Năm 1988, Matthew H. Hils và ctv. đã thực hiện nghiên cứu chi tiết về giải phẫu gỗ và lá Tetracarpaea. Họ kết luận rằng Tetracarpaea có quan hệ gần với Saxifragaceae hơn là với Cunoniaceae hay Escalloniaceae.
Các nghiên cứu phát sinh chủng loài phân tử đầu tiên về bộ Saxifragales là không thuyết phục do các kết quả của chúng chỉ có hỗ trợ thống kê yếu. Năm 2008, bằng cách so sánh trình tự DNA của khu vực lặp nghịch chuyển hoàn toàn của bộ gen lạp lục, Shuguang Jian và ctv mới có thể xác định vị trí của Tetracarpaea trong phạm vi bộ Saxifragales. Các kết quả này có hỗ trợ tự trợ (bootstrap) mạnh.